# Ilsa Paulson
Ilsa Paulson (* 8. November 1988) ist eine US-amerikanische Marathonläuferin.
Nach ihrem Abschluss an der Sherwood High School immatrikulierte sie sich als Sportstipendiatin an der Northern Arizona University. Da sie jedoch dem Stress der Doppelbelastung von Studium und Training nicht gewachsen war, entschied sie sich ein halbes Jahr später, nachdem sie Gott in Gebeten um Rat gefragt hatte, die Universität zu verlassen und professionelle Läuferin zu werden. 
2008 wurde sie beim New-York-City-Halbmarathon Neunte und kam beim New-York-City-Marathon auf den 15. Platz.
2009 wurde sie als Gesamtsiegerin des Twin Cities Marathons US-amerikanische Meisterin. 2010 siegte sie beim Country Music Marathon.
Ilsa Paulson lebt in Flagstaff und wird von Jack Daniels trainiert.

## Persönliche Bestzeiten
- Halbmarathon: 27. Juli 2008, New York City
- Marathon: 2:31:49 h, 4. Oktober 2009, Saint Paul